# Sam Derakhshani
Sam Derakhshani (en persan سام درخشانی) est un acteur iranien né en 1975 à Téhéran. Il a commencé sa carrière d'acteur avec Shab Zadeghan du réalisateur iranien Amir Hossein Ghahraei en 1999.

## Filmographie

### Cinéma
- 2000 : Delbakhteh de Khosrow Masoumi
- 2003 : Aghaz-e Dovvom de Mahshid Afsharzadeh
- 2003 : Khane-ei dar Shen de Ardeshir Afshin Rad
- 2004 : Joda Oftade de Davoud Movaseghi
- 2005 : Shahr Ashoub de Yadollah Samadi
- 2005 : Sahney-e Jorm ، Vouroud Mamnou de Ebrahim Sheibani
- 2008 : Notfey-e Shoum de Karim Atashi
- 2008 : Shekar-e Roubah de Majid Javanmard
- 2008 : Aghrab de Majid Javanmard
- 2009 : Delvapasi de Bahman Goudarzi
- 2010 : Sarsepordeh de Bahman Goudarzi
- 2022 :Tuer le traître de Massoud Kimiai

### Télévision
- Shab Zadeghan (1999 – AmirHossein Ghahraei)
- Hamsafar (2000 – Ghasem Jafari)
- Ba Man Beman (2000 – Hamid Labkhandeh)
- Khaney-e Pedari (2000 – Fereydoun Hassanpour)
- Behesht-e A'bi (2001 – Ahmad Moradpour)
- Darya-ei- ha (2002 – Sirous Moghadam)
- Rouzhay-e Eteraz (2005 – Mehran Rasam)
- Salhay-e Barf-o Banafshe (2006 – Saeid Soltani)
- Ma Chand Nafar (2006 – Fayaz Mousavi)
- Benam-e Ghol-e Sorkh (2007 – Fayaz Mousavi)
- Sa'at-e Na'omidi (2007 – Sirous Alvand)
- Rouzhay-e Ziba (2008 – Javad Afshar)
- Anja ke Zade Shodam (2008 – Masoud Abparvar)
- Arous-e Barfi (2008 – Sirous Alvand)
- Rah-e Neirangh (2008 – Mehrdad Khoshbakht)
- Radd-e Paei dar Bozorghrah (2008 – Hossein Tabrizi)
- Pesari Shabih-e Baba (2009 – Milad Kozazi)
- Khasteh Delan (2009 – Sirous Alvand)
- Arous-e Zendan (2009 – Parand Zahedi)
- Bazghasht (2009 – Hossein Saharkhiz)
- Aseman Hamishe Abri Nist (2009 – Saeid Alamzadeh)
- Tekye bar Khorshid (2009 – Hossein Saharkhiz)
- Dar Cheshm-e Bad (2009 – Masoud Jafari Jozani)
- Dara va Nadar (2010 – Masoud Dehnamaki)